# Phyllotreta hemipoda
Phyllotreta hemipoda là một loài bọ cánh cứng trong họ Chrysomelidae. Loài này được Abeille miêu tả khoa học năm 1909.